# Coppa di Lega svizzera (pallacanestro)
La Coppa di Lega svizzera di pallacanestro maschile è un trofeo organizzato ogni anno in Svizzera.
La prima edizione ha avuto luogo nel 2004.

## Albo d'oro
| Edizione | Città    | Campione         | Finalista            | Punteggio | MVP             |
| -------- | -------- | ---------------- | -------------------- | --------- | --------------- |
| 2025     | Montreux | Fribourg Olympic | Lions de Genève      | 81-68     | Eric Nottage    |
| 2024     | Montreux | Fribourg Olympic | Vevey Riviera Basket | 103-82    | Jonathan Kazadi |
| 2023     | Montreux | SAM Massagno     | Vevey Riviera Basket | 73-69     | Isaiah Williams |
| 2022     | Montreux | Fribourg Olympic | SAM Massagno         | 84-73     | Natan Jurkovitz |
| 2021     | Montreux | Lions de Genève  | SAM Massagno         | 78-60     | Ive Ivanov      |
| 2020     | Montreux | Fribourg Olympic | Union Neuchâtel      | 63–54     | Xavier Pollard  |
| 2019     | Montreux | Lions de Genève  | SAM Massagno         | 67–53     | Terry Smith     |
| 2018     | Montreux | Fribourg Olympic | Lugano Tigers        | 93–86     | Babacar Touré   |
| 2017     | Montreux | B.B.C. Monthey   | Fribourg Olympic     | 85-71     |                 |
| 2016     | Montreux | B.B.C. Monthey   | Fribourg Olympic     | 79-65     |                 |
| 2015     | Montreux | Lions de Genève  | Fribourg Olympic     | 73-64     |                 |
| 2014     | Montreux | Union Neuchâtel  | Lions de Genève      | 71-59     |                 |
| 2013     | Montreux | Lions de Genève  | Fribourg Olympic     | 90-87     |                 |
| 2012     | Montreux | Lugano Tigers    | Fribourg Olympic     | 92-75     |                 |
| 2011     | Montreux | Lugano Tigers    | Fribourg Olympic     | 80-69     |                 |
| 2010     | Montreux | Fribourg Olympic | Lugano Tigers        | 79-78     |                 |
| 2009     | Montreux | Fribourg Olympic | BBC Nyon             | 81-74     |                 |
| 2008     | Ginevra  | Fribourg Olympic | Starwings Basket     | 82-65     |                 |
| 2007     | Ginevra  | Fribourg Olympic | Lugano Tigers        | 83-55     |                 |
| 2006     | Ginevra  | Boncourt         | Lugano Tigers        | 79-78     |                 |
| 2005     | Ginevra  | Boncourt         | B.B.C. Monthey       | 91-78     |                 |
| 2004     | Ginevra  | Ginevra Devils   | Fribourg Olympic     | 67-62     |                 |

## Statistiche

### Titoli per club
- 9  Fribourg Olympic
- 4  Lions de Genève
- 2  Boncourt,  BBC Monthey,  Lugano Tigers
- 1  Geneva Devils,  Neuchâtel,  SAM Massagno

### Titoli per città
- 9 Friburgo
- 5 Ginevra
- 2 Boncourt, Lugano, Monthey
- 1 Neuchâtel, Massagno